# Fondation Franck Kessié
La Fondation Franck Kessié est une organisation non-gouvernementale a but non lucratif créée en  2021 par le footballeur international ivoirien Franck Kessié qui fait carrière actuellement au Al Ahli dans le championnat Saudi Pro League en Arabie saoudite. Elle prône la solidarité humaine sous plusieurs formes et dans les domaines tels que la santé, l'éducation et la solidarité. La fondation siège à Cocody 2 plateaux Aghien.

## Mission

### Éducation et santé
Au niveau éducatif, la fondation se donne pour but de contribuer à la rénovation de 5000 écoles. Cette action a d’ores et déjà commencé dans le village natal de Kessié à Gagnoa précisément à Zebizekou avec la rénovation de deux écoles primaires. Pour ce qui est de la santé, l’organisation non gouvernementale a pour but de prendre en charge la casi totalité, voir la totalité des frais médicaux des personnes démunis dans l’impossibilité de se procurer des soins médicaux.

### Jeunesse
Dans le but de mieux structurer et aider la jeunesse ivoirienne qui constitue la majeure partie de la population ivoirienne, la fondation Franck Kessié prévoit un plan d’action pour la jeunesse. C’est ainsi qu’en décembre 2022: la Fondation a formé 100 jeunes pour le permis de conduire et 100 jeunes filles pour avoir une expertise en esthétique (make up) afin d’être plus autonome. A cela, il faut mentionner le tournoi de détection de talent dénommé ‘pro c’est pro’. Ce tournoi a pour but principal d’offrir une opportunité au jeune talent des cadres sportifs mieux adaptés pour exprimer leur passion et leur rêve de footballeur professionnel. Ce tournoi est à sa deuxième édition avec une innovation majeure ( le tournoi U-17) par rapport à la première édition,

## Direction
Le footbaleur Franck yanick Kessié est lui-même le président de la Fondation. Mais la direction principale est assurée par Monsieur Eric BEDI et la sous-direction par l’épouse du footbaleur Sira Kessié et avec pour ambassadeur le chanteur Vegedream,.

### Partenariats
- Février 2022: Signature d’un partenariat entre l’Association des footbaleurs ivoiriens et la Fondation Franck Kessié. Ce partenariat montre la vision commune pour ces deux structures  d'accompagner les pensionnaires du football local dans la quête d'un mieux-être à travers le projet "PRO C'est PRO"[8].
- Novembre 2023: signature d'un partenariat entre la Fondation Franck Kessié et la Nouvelle brasserie de cote d'Ivoire

#### Actions Majeures
- Août 2023: La Fondation Franck Kessié en collaboration avec l’Association des footballeurs ivoiriens (AFI), a tenu à apporter une assistance à  Daniel Yeboah ancien joueur de l’Asec Mimosas et à Azam FC en Tanzanie ou encore à Dijon du côté de la France qui vit aujourd’hui dans une extrême précarité à Abidjan[9].
- Juillet 2023: La Fondation Franck Kessié offre un véhicule flambant neuf au meilleur joueur du championnat ivoirien. Pacôme Zouzoua, milieu offensif de l’ASEC d’Abidjan[10]
- 2024: la Fondation Franck Kessié décide d'offrir une villa au meilleur joueur de la ligue 1 ivoirienne[11]